# Melville S. Green
Melville Saul Green, meist M. S. Green zitiert, (* 1922; † 27. März 1979) war ein US-amerikanischer Physiker, der sich mit Statistischer Mechanik befasste.
Green studierte an der Columbia University und der Princeton University, unter anderem bei Eugene Wigner und Elliott W. Montroll. Danach war er den größten Teil seiner Karriere als Physiker am National Bureau of Standards (NBS) und später Professor an der Temple University.
Er befasste sich mit irreversiblen Prozessen der Statistischen Mechanik (Boltzmann-Gleichung, Fokker-Planck-Gleichung). Nach ihm und Ryogo Kubo sind hier die Green-Kubo-Relationen benannt und die Green-Kubo-Entwicklung für Transportkoeffizienten. In den 1960er Jahren wandte er sich Kritischen Phänomenen (Phasenübergänge) und der Renormierungsgruppe zu. Mit Cyril Domb gab er auf diesem Gebiet eine maßgebliche Schriftenreihe heraus (Phase Transitions and Critical Phenomena, Academic Press). Außerdem befasste er sich mit Verallgemeinerungen der Ornstein-Zernike-Gleichung für die Korrelationsfunktion von Molekülen in Flüssigkeiten für die Theorie der Phasenübergänge und befasste sich intensiv mit Zustandsgleichungen von Flüssigkeiten, teilweise mit Anneke Sengers.
Gunton beschreibt ihn in seinem Nachruf als warmherzige, tief religiöse Persönlichkeit (er war Jude), der sich aber auch vehement für ihm wichtige Ziele einsetzen konnte (wie der Unterstützung jüdischer Wissenschaftler in der Sowjetunion oder hohe wissenschaftliche Standards an der Universität), außerdem war er extrem zerstreut.

## Schriften
- M. S. Green, Markoff Random Processes and the Statistical Mechanics of Time-Dependent Phenomena. II. Irreversible Processes in Fluids, J. Chem. Phys 22 (1954), S. 398–413 (Green-Kubo-Relationen)
- M. S. Green, Generalized Ornstein-Zernike approach to critical phenomena, J. Math. Phys., Band 9, 1968, S. 875–890